# Soccorso piste

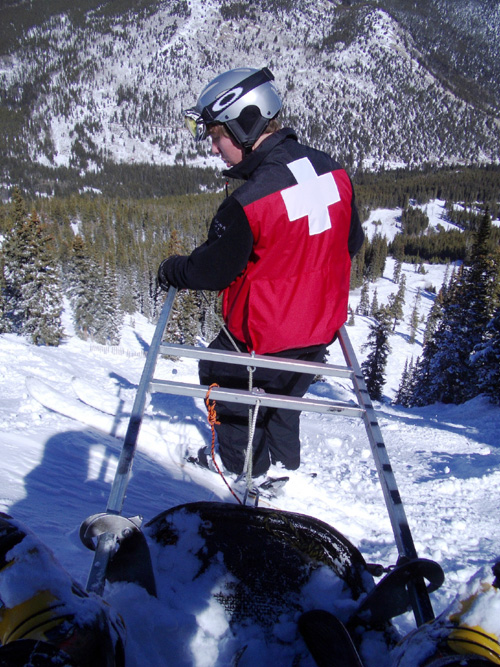
Addetto al soccorso piste

Il soccorso piste è un servizio di assistenza e cura offerto alle persone che si trovano in difficoltà su piste da sci. Negli anni più recenti il servizio è stato molto attivo per via dei numerosi turisti che incautamente praticano lo sci "fuori pista", provocando pericolose valanghe; in questi casi il soccorso è aiutato anche da cani da valanga.

## In Italia
Il soccorso in Italia è solitamente prestato da personale degli Alpini, della Polizia di Stato, del Corpo Forestale dello Stato, della Guardia di Finanza, dai Carabinieri, dal personale del 118, dalla Croce Rossa Italiana, da altre Associazioni di Volontariato (ANPAS, FISPS, FISSA, SOS, ecc.) e talvolta dal personale dal Corpo nazionale soccorso alpino e speleologico.
Il servizio di "soccorso piste" da parte dell'Esercito Italiano, svolto dal Comando truppe alpine è sospeso dal 2010. Attualmente nessuna legge nazionale o regionale riconosce ai militari la qualifica di "soccorritore sulle piste da sci". L'Esercito Italiano ha introdotto la figura di  "assistente alle piste da sci" con annesso corso, con esami finali, presso il centro addestramento alpino sito ad Aosta. 
Tale figura dovrebbe avere meramente lo scopo di prestare assistenza agli organi abilitati al soccorso che già operano in loco, invece, continuano ad operare quali unici soccorritori presenti nelle piste da sci.
Con specifiche disposizioni di legge la regione Val d’Aosta (L.R. nr.2, 15 gen 1997) e la Regione Friuli Venezia Giulia (L.R. nr.2,  16 gen 2002) hanno istituito delle figure professionali specifiche per il soccorso su demanio sciabile, rispettivamente i “pisteur-secouriste” e gli “operatori per la prevenzione, soccorso e sicurezza piste sci”. Tali operatori del soccorso sono provvisti, dopo il superamento di specifici corsi, di attestato di abilitazione all’esercizio della professione del soccorso valido all’iscrizione di appositi elenchi regionali.
La regione Friuli Venezia Giulia, con proprio decreto ha istituito a tal proposito un Albo Professionale gestito dal “CReSP:  Collegio Regionale degli operatori per la Sicurezza Soccorso e Prevenzione sulle piste da sci”.
Gli operatori del soccorso, coordinati anche dalle Centrali Operative 118, operano solitamente su sci o motoslitte con l'ausilio di apposite barelle chiamate Toboga o Akja, attualmente si possono trovare anche mezzi appositamente modificati come i quad.
Alcuni soccorritori piste vengono abilitati all'uso del defibrillatore automatico, che dovrebbe essere presente in sommità di ogni impianto a fune, per agire prontamente nei casi di eventuali arresti cardio-circolatori. Ogni anno vengono organizzati corsi di aggiornamento sia per l'utilizzo dei presidi medico-chirurgici, per le tecniche di soccorso e un aggiornamento di B.L.S. e/o B.L.S.D. a causa dell'ambiente impervio.
La Legge 363 del 24 dicembre 2003 sulle "Norme in materia di sicurezza nella pratica degli sport invernali da discesa e da fondo" impone ai vari gestori degli impianti sciistici di assicurare il soccorso ed il trasporto ai più vicini centri di assistenza.